# American Physical Society
Die American Physical Society (APS; deutsch Amerikanische Physikalische Gesellschaft) ist eine amerikanische Gesellschaft von Physikern, die am 20. Mai 1899 auf Initiative von Arthur Gordon Webster gegründet wurde und sich zum Ziel gesetzt hat, das Wissen um die Physik voranzutreiben und zu erweitern. Die Organisation mit Sitz in College Park (Maryland) hat 48.047 Mitglieder (Stand: 2023).
Seit 1913 publizierte die Gesellschaft die Fachzeitschrift Physical Review, wozu Physical Review Letters und Reviews of Modern Physics hinzukamen. Inzwischen geben sie die Zeitschrift mit dem American Institute of Physics heraus, dessen Mitglied sie sind; die Zeitschrift selbst wurde in verschiedene Teilbereiche aufgegliedert.
Sie verleiht mehrere Preise, zum Beispiel den Oliver E. Buckley Condensed Matter Prize, den Hans-A.-Bethe-Preis, den Davisson-Germer-Preis, den Tom-W.-Bonner-Preis für Kernphysik, den Abraham-Pais-Preis, den Aneesur-Rahman-Preis, den Hydrodynamik-Preis der American Physical Society, den Sakurai-Preis, den James-Clerk-Maxwell-Preis für Plasmaphysik, den Max Delbruck Prize, den Einstein-Preis, den Earle K. Plyler Prize, den Dannie-Heineman-Preis für mathematische Physik, den Jesse W. Beams Award, den Julius-Edgar-Lilienfeld-Preis, I. I. Rabi Prize, Irving Langmuir Award, Andrei Sakharov Prize, Lars-Onsager-Preis, den Arthur-L.-Schawlow-Preis für Laserphysik, den Leo Szilard Lectureship Award, den Maria Goeppert-Mayer Award, George E. Pake Prize, Polymer Physics Prize und den Panofsky-Preis.
2005 übernahm die APS eine führende Rolle bei der amerikanischen Beteiligung am Jahr der Physik.
Die APS verleiht als Ehrung einen Fellow-Status.